# Obras cumbres (álbum de Los Ratones Paranoicos)
Obras cumbres es un álbum recopilatorio doble de la banda de rock argentina Ratones Paranoicos, editado en 2007 por Columbia Records. 
Incluye también versiones en vivo.

## Lista de canciones
CD.1
1. Descerebrado (3:44)
2. Bailando Conmigo (3:15)
3. Sucia Estrella (3:22)
4. Carol (3:04)
5. Sucio Gas (3:00)
6. Ceremonia en el Hall (2:55)
7. Enlace (3:03)
8. Rainbow (2:45)
9. Rock del Gato (3:02)
10. Hasta que Llegue el Dolor (4:00)
11. Juana de Arco (2:38)
12. Cowboy (3:04)
13. La Nave (3:43)
14. La Avispa (2:44)
15. Ya Morí (2:41)
16. Rock de la Calle (2:43)
17. Medley (3:50)
18. Rock del Pedazo (2:46)

CD.2
1. Vicio (3:29)
2. Isabel (4:55)
3. La Calavera (2:17) (Vivo)
4. Colocado Voy (3:41)
5. Mona Lisa (3:32)
6. Un Vodka Doble (2:48)
7. Rock Ratón (2:52)
8. Lo que Doy (3:36)
9. Líder Algo Especial (5:26) (Vivo)
10. Rock de las Venas (2:28)
11. Destruida Roll (4:11) (Vivo)
12. El Hada Violada (3:59) (Vivo)
13. Perrita (4:25) (Vivo)
14. Sigue Girando (3:58)
15. La Banda de Rock and Roll (2:55)
16. La Fuga (4:55)
17. El Balcón de Julieta (3:39) (Vivo)
18. Para Siempre Diego (4:36)

- Datos: Q6048123